# Innisfail (Australia)
Innisfail è una città dello Stato australiano del Queensland. È situata nella regione del Far North Queensland - la più settentrionale dello Stato australiano - a 90 km a sud di Cairns e 210 km a nord di Townsville. Con circa 8.000 abitanti, Innisfail è la più popolosa città dell'area amministrativa locale (LGA) denominata Johnstone Shire Council.
La cittadina è collocata alla confluenza di due fiumi (North Johnstone e South Johnstone) in prossimità della foresta pluviale australiana. Il clima è tropicale caldo-umido con la stagione secca tra aprile e novembre, e quella delle piogge tra novembre e marzo quando spirano i monsoni. Le temperature medie oscillano tra i 24 °C in luglio e i 31 °C in gennaio. A 15 km a nord di Innisfail si trova il monte più alto del Queensland (Mount Bartle Frere, 1622 m).

## Ciclone Larry
Il ciclone tropicale Larry (di categoria 4 nella classificazione australiana, con raffiche di vento tra i 210-250 km/h) ha colpito in pieno la città alle 7 (ora locale) del 20 marzo 2006 danneggiando gravemente le coltivazioni (soprattutto di granoturco e banane facendo lievitare il prezzo di queste ultime in tutta l'Australia) e gli edifici cittadini, e lasciando oltre 50.000 abitazioni della regione senza elettricità per diversi giorni.